# Angelis
Angelis foi um grupo britânico de música clássica criado por Simon Cowell. Foi inicialmente formado no início de 2006 e era composta de seis crianças, com idades entre 11 e 14.
As crianças foram descobertas durante as audições em todo o país lideradas por Ron Corp e de recomendações e contatos com alguns coros do Reino Unido, incluindo o Royal Scottish National Orchestra e New London Children's Choir.
Seu álbum de estreia, Angelis, lançado em 6 de novembro de 2006, vendeu mais de 350 mil cópias e alcançou o status de platina. Os membros do grupo receberam um disco de platina na GMTV. No início de 2007, Simon Cowell demitiu os seis membros (em parte) por causa de complicações com uma turnê planejada para o exterior.

## Discografia

### Álbuns de estúdio
| 2006 | Angelis - Lançamento: 6 de Novembro de 2006 - Gravadora: Syco Music - Formatos: CD, digital download | 2 |